# The Adventures of Tintin: The Secret of the Unicorn (soundtrack)
The Adventures of Tintin: The Secret of the Unicorn is de soundtrack van de Britse film The Adventures of Tintin: The Secret of the Unicorn. Het album werd gecomponeerd door John Williams en kwam uit op 21 oktober 2011, bijna tegelijkertijd met de film.

## Tracklist
| Nr. | Titel                                       | Duur |
| --- | ------------------------------------------- | ---- |
| 1.  | The Adventures of Tintin                    | 3:07 |
| 2.  | Snowy's Theme                               | 2:09 |
| 3.  | The Secret of the Scrolls                   | 3:12 |
| 4.  | Introducing the Thompsons and Snowy’s Chase | 4:08 |
| 5.  | Marlinspike Hall                            | 3:58 |
| 6.  | Escape from the Karaboudjan                 | 3:20 |
| 7.  | Sir Francis and the Unicorn                 | 5:05 |
| 8.  | Captain Haddock Takes the Oars              | 2:17 |
| 9.  | Red Rackham’s Curse and the Treasure        | 6:10 |
| 10. | Capturing Mr. Silk                          | 2:57 |
| 11. | The Flight to Bagghar                       | 3:33 |
| 12. | The Milanese Nightingale                    | 1:29 |
| 13. | Presenting Bianca Castafiore                | 3:27 |
| 14. | The Pursuit of the Falcon                   | 5:43 |
| 15. | The Captain’s Counsel                       | 2:10 |
| 16. | The Clash of the Cranes                     | 3:48 |
| 17. | The Return to Marlinspike Hall and Finale   | 5:51 |
| 18. | The Adventure Continues                     | 2:58 |

Totale tijd: 65:22